# Ralph George Hawtrey
Sir Ralph George Hawtrey (Slough, 22 novembre 1879 – Londra, 21 marzo 1975) è stato un economista inglese, amico intimo di John Maynard Keynes.

## Biografia
Studiò a Eton e Cambridge, ma imparò l'economia preparando il concorso per entrare nella Marina Britannica.

Dopo un anno nella Marina, nel 1904 passò come funzionario del Dipartimento del Tesoro britannico; dal 1919 al 1947 fu direttore delle Inchieste Finanziarie per il Tesoro inglese e fino al 1952 fu professore di economia internazionale al Royal Institute of International Affairs di Londra.

## La teoria monetaria del ciclo economico
Hawtrey vedeva la caratteristica essenziale dei cicli nella correlazione positiva tra volume della produzione e livello dei prezzi: salgono entrambi nella fase espansiva, scendono in quella depressiva. Il tutto in modo regolare, secondo un
periodo di durata variabile da 7 a 11 anni.
Secondo Hawtrey, la spesa per i consumi costituisce la domanda effettiva per tutti i prodotti, ma al tempo stesso un aumento (diminuzione) della produzione porta con sé immediatamente un aumento (diminuzione) nella creazione del credito e questo a sua volta è accompagnato da un aumento (diminuzione) del reddito dei consumatori e dei loro acquisti.
L'aumento (o la diminuzione) del credito è peraltro legata all'andamento dei tassi di interesse. Secondo Hawtrey, alle origini delle fluttuazioni economiche c'è il flusso e deflusso di oro tra i diversi paesi nell'ambito delle transazioni internazionali: riserve d'oro adeguate portano con sé bassi tassi d'interesse; la loro diminuzione induce invece tassi
più alti fino a tornare ad un livello adeguato, e così via. In caso di tassi alti
si hanno anche riduzione dell'occupazione e dei salari, diminuzione della circolazione e ritorno dell'oro nelle riserve, e viceversa. I cambiamenti nella bilancia dei pagamenti rendono alcuni paesi temporaneamente prosperi, altri depressi, sempre secondo cicli di durata di 7-11 anni.
Si tratta di una visione tipica del pensiero economico a cavallo dei secoli XIX e XX: dopo l'opera di Clément Juglar e prima della crisi del 1929, si credeva che le fluttuazioni economiche non fossero altro che manifestazioni naturali di un andamento intrinsecamente ciclico dell'economia, comunque dotato di meccanismi riequilibratori (su altre interpretazioni circa le cause delle fluttuazioni, v. Ciclo economico).

## Opere
- Good and Bad Trade, ed. New York: A.M.Kelly 1962 (1° pubblicazione 1913)
- The Monetary Theory of the Trade Cycle and Its Statistical Test, The Quarterly Journal of Economics, 1927, vol. 41, n. 3, pp. 471–486
- The Pound at Home and Abroad, in Journal Information for Economica, Blackwell Publishing, Oxford, UK
- Century of Bank Rate, ed. Frank Cass, 1962
- The Art Of Central Banking, ed. London: Longman, 1932
- Incomes and Money, London, ed. Longmans, 1967
- The Balance of Payments and the Standard of Living, (ISBN 0-313-23485-X)
- The Gold Standard in Theory and Practice 1926 (ISBN 0-313-22104-9)